# Marco Simoncelli
Marco Simoncelli (Catolica, pokrajina Rimini, regija Emilia-Romagna, Italija, 20. siječnja 1987. - Sepang, distrikt Sepang, država Selangor, Malezija, 23. listopada 2011.) je bio talijanski športski motociklist. 

## Životopis i karijera
Marco Simoncelli je rođen 1987. godine u gradu Catolica, a živio i odrastao u mjestu Coriano. S motociklizmom se počeo baviti već sa sedam godina, vozeći "minicross" i "moni moto" motocikle. Od 1996. do 2000. godine se natjecao u Talijanskom minimoto prvenstvu, koje je osvojio 1999. i 2000. godine, a 2000. je bio drugoplasirani i u Europskom minimoto prvenstvu. 
 
2001. godine se počinje natjecati u cestovnom motociklizmu u Talijanskom prvenstvu - klasa 125cc (125GP), a iduće, 2002. godine u "Europskom prvenstvu - 125cc", koje osvaja. U Europskom prvenstvu je njegov motocikl imao broj 58, koji je koristio i u daljnoj karijeri, te je Marco Simoncelli dobio svoj skraćeni nadimak "Sic". 
 
Kao europski prvak, već krajem sezone 2002. počinje nastupati u Svjetskom prvenstvu - klasa 125cc. U klasi 125cc nastupa do kraja sezone 2005., vozeći Apriliju. U klasi 125cc je ukupno nastupio u 50 utrka i pobijedio u dvije utrke, a najbolji plasman u prvenstvu je imao u sezoni 2005., kad je završio petoplasirani. 
  
2006. godine prelazi u Svjetskom prvenstvo - klasa 250cc, u momčad Metis Gilera te motocikl Gilera RSA 250. U sezoni 2008. Marco Simoncelli je prvak, a 2009. godine trećeplasirani u klasi 250cc. U četiri sezone u Svjetskom prvenstvu - 250cc je nastupio u 64 utke, a pobijedio 12 puta. 
 
U sezoni 2009. je nastupio u Superbike svjetskom prvenstvu na trkaćem vikendu na stazi u Imoli kao zamjenski vozač za momčad Aprilia Racing. Na drugoj utrci vikenda je osvojio treće mjesto. 
 
2010. godine je prešao u najjaću klasu Svjetskog prvenstva - MotoGP, za momčad San Carlo Honda Gresini, te na motocikl Honda RC212V. Na kraju sezone je osvojio ukupno 8. mjesto. U sezoni 2011. također nastupa za San Carlo Honda Gresini, ali njegov motocikl ima tvorničku podršku Honde. U utrci za VN Katalonije osvaja prvi put prvu starnu poziciju, a za VN Češke prvi put postolje (3. mjesto), dok na utrci za VN Australije (staza Phillip Island) osvaja drugo mjesto. 
 
Tjedan dana nakon VN Australije, 23. listopada 2011. godine je održana VN Malezije na stazi Sepang. U drugom krugu MotoGP utrke je došlo do nesreće u kojoj je Marco Simoncelli pao s motora, a na njega su naletjeli vozači Valentino Rossi i Colin Edwards. Od posljedica zadobivenih ozljeda, Marco Simoncelli je preminuo.

U Simoncellijevu čast, staza Misano World Circuit (na kojoj se voze i utrke Svjetskog prvenstva) je u studenom 2011. godine preimenovana u "Misano World Circuit Marco Simoncelli".

## Uspjesi u prvenstvima
Svjetsko prvenstvo u motociklizmu - 250cc
- prvak: 2008.
- trećeplasirani: 2009.

Europsko prvenstvo u motociklizmu - 125cc
- prvak: 2002.

Europsko prvenstvo u minimotu
- doprvak: 2000.

Talijansko prvenstvo u minimotu
- prvak: 1999., 2000.

## Osvojene utrke
Osvojene utrke u natjecanjima sa statusom svjetskog prvenstva
| sezona | prvenstvo                  | momčad          | konstruktor | motocikl       | staza           | osvojena utrka        | izvori       |
| ------ | -------------------------- | --------------- | ----------- | -------------- | --------------- | --------------------- | ------------ |
| 2004.  | Svjetsko prvenstvo - 125cc | Rauch Bravo     | Aprilia     | Aprilia RS 125 | Jerez           | VN Španjolske         | [ 6 ] [ 7 ]  |
| 2005.  | Svjetsko prvenstvo - 125cc | Nocable.it Race | Aprilia     | Aprilia RS 125 | Jerez           | VN Španjolske         | [ 6 ] [ 8 ]  |
| 2008.  | Svjetsko prvenstvo - 250cc | Metis Gilera    | Gilera      | Gilera RSA 250 | Mugello         | VN Italije            | [ 6 ] [ 9 ]  |
| 2008.  | Svjetsko prvenstvo - 250cc | Metis Gilera    | Gilera      | Gilera RSA 250 | Catalunya       | VN Katalonije         | [ 6 ] [ 9 ]  |
| 2008.  | Svjetsko prvenstvo - 250cc | Metis Gilera    | Gilera      | Gilera RSA 250 | Sachsenring     | VN Njemačke           | [ 6 ] [ 9 ]  |
| 2008.  | Svjetsko prvenstvo - 250cc | Metis Gilera    | Gilera      | Gilera RSA 250 | Motegi          | VN Japana             | [ 6 ] [ 9 ]  |
| 2008.  | Svjetsko prvenstvo - 250cc | Metis Gilera    | Gilera      | Gilera RSA 250 | Phillip Island  | VN Australije         | [ 6 ] [ 9 ]  |
| 2008.  | Svjetsko prvenstvo - 250cc | Metis Gilera    | Gilera      | Gilera RSA 250 | Ricardo Tormo   | VN Zajednice Valencia | [ 6 ] [ 9 ]  |
| 2009.  | Svjetsko prvenstvo - 250cc | Metis Gilera    | Gilera      | Gilera RSA 250 | Le Mans Bugatti | VN Francuske          | [ 6 ] [ 10 ] |
| 2009.  | Svjetsko prvenstvo - 250cc | Metis Gilera    | Gilera      | Gilera RSA 250 | Sachsenring     | VN Njemačke           | [ 6 ] [ 10 ] |
| 2009.  | Svjetsko prvenstvo - 250cc | Metis Gilera    | Gilera      | Gilera RSA 250 | Brno - Masaryk  | VN Češke              | [ 6 ] [ 10 ] |
| 2009.  | Svjetsko prvenstvo - 250cc | Metis Gilera    | Gilera      | Gilera RSA 250 | Indianapolis    | VN Indianapolisa      | [ 6 ] [ 10 ] |
| 2009.  | Svjetsko prvenstvo - 250cc | Metis Gilera    | Gilera      | Gilera RSA 250 | Estoril         | VN Portugala          | [ 6 ] [ 10 ] |
| 2009.  | Svjetsko prvenstvo - 250cc | Metis Gilera    | Gilera      | Gilera RSA 250 | Phillip Island  | VN Australije         | [ 6 ] [ 10 ] |

Ostale pobjede
| sezona | prvenstvo                  | momčad | konstruktor | motocikl | staza  | osvojena utrka | izvori |
| ------ | -------------------------- | ------ | ----------- | -------- | ------ | -------------- | ------ |
| 2002.  | Europsko prvenstvo - 125cc |        | Aprilia     | Aprilia  | Carole |                | [ 11 ] |

## Pregled karijere
Po sezonama - cestovni moticiklizam
| sezona | prvenstvo                    | momčad                     | konstruktor | motocikl             | utrka | pobjede | postolja | 1. startna pozicija | najbrži krug | bodova | plasman | izvori               |
| ------ | ---------------------------- | -------------------------- | ----------- | -------------------- | ----- | ------- | -------- | ------------------- | ------------ | ------ | ------- | -------------------- |
| 2001.  | Talijansko prvenstvo - 125cc | Matteoni Racing            | Honda       | Honda                |       |         |          |                     |              |        | 9.      | [ 12 ]               |
| 2002.  | EP - 125cc                   |                            | Aprilia     | Aprilia              |       | 1       | 4        |                     |              | 112    | 1.      | [ 11 ]               |
| 2002.  | SP - 125cc                   | CWF-Matteoni Racing        | Aprilia     | Aprilia RS 125       | 6     | 0       | 0        | 0                   | 0            | 3      | 33.     | [ 6 ] [ 13 ] [ 14 ]  |
| 2003.  | SP - 125cc                   | Matteoni Racing            | Aprilia     | Aprilia RS 125       | 15    | 0       | 0        | 0                   | 0            | 31     | 21.     | [ 6 ] [ 15 ] [ 16 ]  |
| 2004.  | SP - 125cc                   | Rauch Bravo                | Aprilia     | Aprilia RS 125       | 13    | 1       | 1        | 2                   | 0            | 79     | 11.     | [ 6 ] [ 7 ] [ 17 ]   |
| 2005.  | SP - 125cc                   | Nocable.It Race            | Aprilia     | Aprilia RS 125       | 16    | 1       | 6        | 1                   | 1            | 177    | 5.      | [ 6 ] [ 8 ] [ 18 ]   |
| 2006.  | SP - 250cc                   | Squadra Corse Metis Gilera | Gilera      | Gilera RSA 250       | 16    | 0       | 0        | 0                   | 0            | 92     | 10.     | [ 6 ] [ 19 ] [ 20 ]  |
| 2007.  | SP - 250cc                   | Metis Gilera               | Gilera      | Gilera RSA 250       | 17    | 0       | 0        | 0                   | 0            | 97     | 10.     | [ 6 ] [ 21 ] [ 22 ]  |
| 2008.  | SP - 250cc                   | Metis Gilera               | Gilera      | Gilera RSA 250       | 16    | 6       | 12       | 7                   | 4            | 281    | 1.      | [ 6 ] [ 9 ] [ 23 ]   |
| 2009.  | SP - 250cc                   | Metis Gilera               | Gilera      | Gilera RSA 250       | 15    | 6       | 10       | 3                   | 4            | 231    | 3.      | [ 6 ] [ 10 ] [ 24 ]  |
| 2009.  | SP - Superbike               | Aprilia Racing             | Aprilia     | Aprilia RSV4 Factory | 2     | 0       | 1        | 0                   | 0            | 16     | 25.     | [ 25 ] [ 26 ] [ 27 ] |
| 2010.  | SP - MotoGP                  | San Carlo Honda Gresini    | Honda       | Honda RC212V         | 18    | 0       | 0        | 0                   | 0            | 125    | 8.      | [ 6 ] [ 28 ] [ 29 ]  |
| 2011.  | SP - MotoGP                  | San Carlo Honda Gresini    | Honda       | Honda RC212V         | 16    | 0       | 2        | 2                   | 0            | 139    | 6.      | [ 6 ]                |
|        |                              |                            |             |                      |       |         |          |                     |              |        |         |                      |
|        |                              |                            |             |                      |       |         |          |                     |              |        |         |                      |

Po natjecanjima - Cestovni motociklizam
| sezone        | prvenstvo               | klasa     | konstruktor | sezona | utrka | pobjede | postolja | 1. startna pozicija | najbrži krug |  |
| ------------- | ----------------------- | --------- | ----------- | ------ | ----- | ------- | -------- | ------------------- | ------------ |  |
| 2001.         | Talijansko prvenstvo    | 125cc     | Honda       | 1      |       |         |          |                     |              |  |
| 2002.         | Europsko prvenstvo      | 125cc     | Aprilia     | 1      |       | 1       | 4        |                     |              |  |
| 2002. – 2005. | Svjetsko prvenstvo (GP) | 125cc     | Aprilia     | 4      | 50    | 2       | 7        | 3                   | 1            |  |
| 2006. – 2009. | Svjetsko prvenstvo (GP) | 250cc     | Gilera      | 4      | 64    | 12      | 22       | 10                  | 8            |  |
| 2009.         | Svjetsko prvenstvo      | Superbike | Aprilia     | 1      | 2     | 0       | 1        | 0                   | 0            |  |
| 2010. – 2011. | Svjetsko prvenstvo (GP) | MotoGP    | Honda       | 2      | 34    | 0       | 2        | 2                   | 0            |  |
|               |                         |           |             |        |       |         |          |                     |              |  |

## Vanjske poveznice
- (tal.)(engl.) fondazionemarcosimoncelli.it
- (tal.) marcosimoncelli.it, wayback arhiva
- (engl.) Marco Simoncelli, motogp.com  Arhivirana inačica izvorne stranice od 20. travnja 2021. (Wayback Machine)
- (engl.) Marco Simoncelli, worldsbk.com
- (engl.) Marco Simoncelli, ewrc-results.com
- (engl.) Marco Simoncelli, the-sports.org
- (engl.) Marco Simoncelli, motorsport-archive.com  Arhivirana inačica izvorne stranice od 17. ožujka 2021. (Wayback Machine)
- (tal.) Marco Simoncelli, coni.it